# Santa María Lachixío
Santa María Lachixío är en ort i Mexiko.   Den ligger i kommunen Santa María Lachixío och delstaten Oaxaca, i den sydöstra delen av landet, 400 km sydost om huvudstaden Mexico City. Santa María Lachixío ligger 2 251 meter över havet och antalet invånare är 1 091.
Terrängen runt Santa María Lachixío är huvudsakligen kuperad, men åt nordost är den bergig. Runt Santa María Lachixío är det glesbefolkat, med 17 invånare per kvadratkilometer. Närmaste större samhälle är Ayoquezco de Aldama, 19,3 km öster om Santa María Lachixío. I omgivningarna runt Santa María Lachixío växer huvudsakligen savannskog.